# Nicole Kiil-Nielsen
Nicole Kiil-Nielsen (ur. 21 sierpnia 1949 w Larchamp) – francuska polityczka, działaczka społeczna, posłanka do Parlamentu Europejskiego VII kadencji.

## Życiorys
Pod koniec lat 60. zaangażowała się w działalność organizacji walczących o swobodny dostęp do aborcji. Po zmianie przepisów prawnych w tym zakresie, zaczęła wspierać ruchy przeciwników energetyki jądrowej. Przystąpiła też do partii Zielonych. Od marca 2001 do marca 2008 pełniła funkcję wicemera Rennes.
W wyborach w 2009 z listy Europe Écologie uzyskała mandat deputowanej do Parlamentu Europejskiego VII kadencji. Przystąpiła do grupy Zielonych – Wolnego Sojuszu Europejskiego oraz do Komisji Spraw Zagranicznych, a także do Komisji Praw Kobiet i Równouprawnienia.